# Prigonrieux
 Prigonrieux  (en occitano Prigond Riu) es una población y comuna francesa, situada en la región de Aquitania, departamento de Dordoña, en el distrito de Bergerac y cantón de La Force.

## Demografía
| 1498 | 1728 | 2461 | 3093 | 3721 | 3956 |
| Para los censos de 1962 a 1999 la población legal corresponde a la población sin duplicidades (Fuente: INSEE [Consultar]) |      |      |      |      |      |